# عین البیضا، ادلب
عین البیضا (به عربی: عین البیضا) یک روستا در سوریه است که در ناحیه بداما واقع شده‌است. عین البیضا ۴۰۵ نفر جمعیت دارد.